# Хермитиџ (Мисури)
Хермитиџ (енгл. Hermitage) град је у америчкој савезној држави Мисури.

## Демографија
По попису из 2010. године број становника је 467, што је 61 (15,0%) становника више него 2000. године.
| Група             | 2000.       | 2010.       |
| Белци             | 377 (92,9%) | 450 (96,4%) |
| Афроамериканци    | 0 (0,0%)    | 2 (0,4%)    |
| Азијати           | 0 (0,0%)    | 0 (0,0%)    |
| Хиспаноамериканци | 5 (1,2%)    | 3 (0,6%)    |
| Укупно            | 406         | 467         |